# Canelos (Bolívar)
Canelos es un centro poblado del Municipio de Santa Rosa del Sur (Bolívar), en Colombia. Es considerado el centro poblado más importante del municipio y está situada en lo profundo de la Serranía de San Lucas en el departamento de Bolívar a 32 kilómetros de la cabecera municipal.
En términos geográficos se caracteriza por ser una zona montañosa, debido a que se encuentra en la porción final de la cordillera central.
Su economía se centra en los productos agrícolas de pancoger y en la extracción de oro.